# Taurasi riserva
Il Taurasi riserva è un vino a DOCG prodotto nella provincia di Avellino a cui nel 2011 è stato cambiato il nome per cui dovrà per il futuro essere commercializzato con l'etichetta Taurasi rosso riserva rispettando il nuovo disciplinare.
I dati qui riportati vengono conservati per fini storici.

## Caratteristiche organolettiche
- colore: rubino intenso tendente al granato fino ad acquistare riflessi arancioni con l'invecchiamento.
- odore: caratteristico, etereo, gradevole più o meno intenso.
- sapore: asciutto, pieno, armonico, equilibrato con retrogusto persistente.

## Vinificazione
Il vino Taurasi riserva deve essere sottoposto ad un periodo di invecchiamento obbligatorio di almeno quattro anni di cui almeno diciotto mesi in botti di legno.
Il periodo di invecchiamento decorre dal primo dicembre dell'annata di produzione delle uve.
A scopo migliorativo è consentita l'aggiunta di vino Taurasi più giovane ad identico vino più vecchio, o viceversa, nella misura massima del 15% nel rispetto delle disposizioni CEE in materia.
In tal caso in etichetta dovrà figurare il millesimo (annata) del vino che concorre in misura preponderante.
La resa massima delle uve in vino non deve essere superiore al 70% al primo travaso e non dovrà superare il sessantacinque per cento dopo il periodo di invecchiamento obbligatorio.

## Abbinamenti consigliati
Carni rosse e selvaggina.

## Zona di produzione
L'intero territorio amministrativo dei comuni di Taurasi, Bonito, Castelfranci, Castelvetere sul Calore, Fontanarosa, Lapio, Luogosano, Mirabella Eclano, Montefalcione, Montemarano, Montemiletto, Paternopoli, Pietradefusi, Sant'Angelo all'Esca, San Mango sul Calore, Torre Le Nocelle e Venticano della provincia di Avellino.

## Produzione
Provincia, stagione, volume in ettolitri
- nessun dato disponibile